# Makàriev
Makàriev (en rus Макарьев) és una ciutat de l'óblast de Kostromà (Rússia). Es troba a la riba dreta del riu Unja, a 184 km al sud-est de Kostromà.

## Història

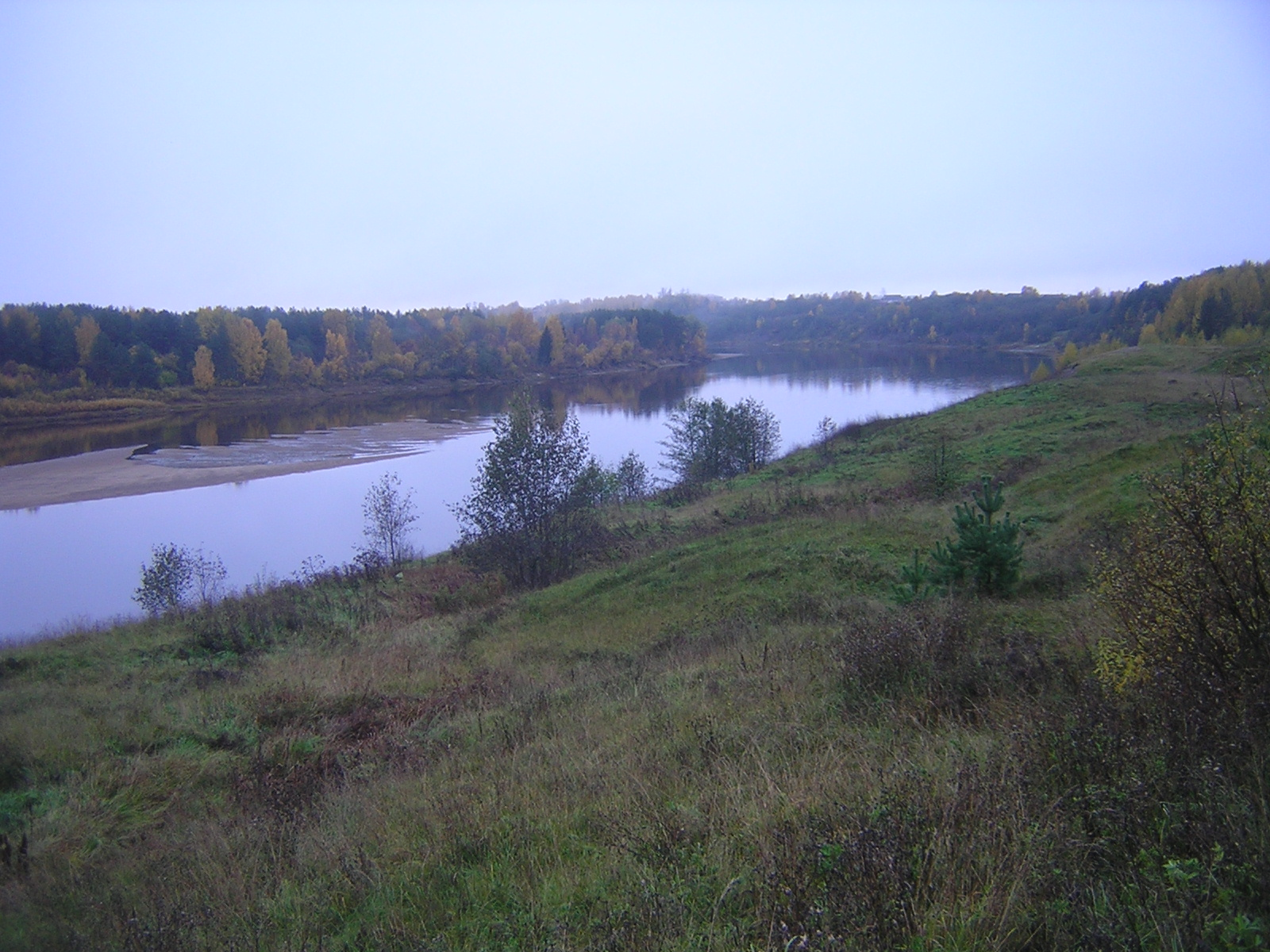
El riu Unja prop de Makàriev.

El segle XV va instal·lar-se un monestir a la vora del riu Unja, on va formar-se l'slobodà Makàrevskaia. El 1778 la localitat rep l'estatus de ciutat amb el nom Makàriev-na-Unjé. El segle xix ja és coneguda per les seves fires comercials. El nom de Makàriev prové de finals d'aquest segle, i deriva de Sant Macari, dia de fira en moltes ciutats russes.

## Demografia
| 1897  | 1926  | 1939  | 1959   | 1970  |       |
| ----- | ----- | ----- | ------ | ----- | ----- |
| 6 100 | 6 500 | 8 500 | 10 100 | 9 300 |       |
| 1979  | 1989  | 1996  | 2002   | 2008  | 2010  |
| 8 900 | 9 200 | 8 500 | 7 800  | 7 500 | 7 382 |